# المخارم (رخية)

تعديل مصدري - تعديل

المخارم هي إحدى قرى عزلة رخية بمديرية رخية التابعة لمحافظة حضرموت، بلغ تعداد سكانها 463 نسمة حسب تعداد اليمن لعام 2004.